# Мелендес, Рене
Рене Антонио Мелендес Плаза (исп. René Antonio Meléndez Plaza; 19 ноября 1998 года, Сан-Антонио, Чили) — чилийский футболист, играющий на позиции полузащитника. Ныне выступает за чилийский клуб «Аудакс Итальяно».

## Клубная карьера
Мелендес - воспитанник чилийского клуба «Аудакс Итальяно». С 2015 года является игроком основной команды. 27 ноября 2015 года дебютировал в поединке чилийского чемпионата против «Сан-Маркос де Арика», выйдя на замену после перерыва вместо Серхио Сантоса. Всего в дебютном сезоне провёл семь встреч. В сезоне 2016/2017 принял участие в 13 встречах, забил 2 мяча. Дебютный пришёлся на 5 декабря 2016 года и был забит в ворота Сан-Луис Кильота.